# ناحیه سلبی، شهرستان بورا، ایلینوی
ناحیه سلبی، شهرستان بورا، ایلینوی (به انگلیسی: Selby Township) یک منطقهٔ مسکونی در ایالات متحده آمریکا است که در شهرستان بورا، ایلینوی واقع شده‌است. ناحیه سلبی ۲٬۵۳۶ نفر جمعیت دارد و ۲۰۱ متر بالاتر از سطح دریا واقع شده‌است.